# Tabarabad
Tabarabad (en persan : تبراباد romanisé en Tabarābād et en Ţabarābād) est un village de la province de Kermanshah en Iran. Lors du recensement de 2006, sa population était de 94 habitants répartis dans 21 familles.